# Harpa
Harpa (ufficialmente Harpa Concert Hall and Conference Center) è una sala concerti e centro congressi di Reykjavík, capitale dell'Islanda. La distintiva facciata è stata accostata al tipico panorama costiero islandese ed è considerato un simbolo della ripresa dalla crisi finanziaria del 2008-2011.
Nel 2013 l'edificio ha vinto il premio Mies van der Rohe.

## Storia
I primi progetti per la costruzione di una sala concerti a Reykjavík risalgono al XIX secolo, tuttavia furono messi da parte in favore di altri edifici. Tra gli anni '80 e '90 del XX secolo si iniziò a cercare un sito adatto alla costruzione.
I lavori di costruzione iniziarono nel 2005 e prevedevano un grande ampliamento e ammodernamento dell'Austurhöfn, il porto orientale di Reykjavík, con la costruzione di una sala concerti, un albergo da 400 stanze, appartamenti di lusso, negozi, ristoranti e un parcheggio oltre che la nuova sede della Landsbanki, uno dei maggiori istituti di credito dell'Islanda. Nonostante i progetti, ci fu una brusca interruzione a causa della crisi finanziaria che colpì l'Islanda nel 2008; furono pertanto cancellati gran parte dei progetti, inclusa la nuova sede della banca che dal 2008 è in liquidazione coatta amministrativa. Dopo vari dibattiti il governo scelse tuttavia di far ripartire i lavori per la costruzione della sala concerti nel 2009 e scelse inoltre di affibbiare al complesso il nome di Harpa.
Il primo concerto si tenne il 4 maggio 2011 con l'Orchestra Sinfonica Islandese diretta da Vladimir Davidovič Aškenazi e accompagnata dal pianista Víkingur Ólafsson. L'evento è stato inoltre trasmesso dall'emittente Ríkisútvarpið su tutto il territorio nazionale. L'inaugurazione ufficiale dell'edificio è avvenuta il successivo 13 maggio.

## Descrizione
La vetrata, strutturata per rassomigliare un caleidoscopio, è frutto di una figura geometrica sviluppata dall'architetto islandese Einar Thorsteinn e soprannominata "quasi parallelepipedo". Le celle si presentano come un poliedro da 12 facce esagonali e romboidali. La versione tridimensionale è stata applicata alla facciata meridionale, mentre le altre tre sono state disegnate con la versione bidimensionale.

## Nella cultura di massa
L'edificio, prima della fine della costruzione e sotto il nome di Tónlistarhús, appare nel romanzo Gæska: Skáldsaga di Eiríkur Örn Norðdahl dove è tramutato in moschea con tanto di minareti.
È apparso inoltre in un episodio della serie Netflix Sense8 e in un episodio Crocodile della serie Black Mirror.
Nella trasmissione Eurovision: Europe Shine a Light, l'Harpa è stato l'edificio scelto dall'Islanda per il segmento Europe Shine a Landmark, durante il quale la facciata è stata illuminata con la scritta "Hello Europe".